# Trachelas rugosus
Trachelas rugosus là một loài nhện trong họ Trachelidae.
Loài này thuộc chi Trachelas. Trachelas rugosus được Eugen von Keyserling miêu tả năm 1891.